# Ольховая (приток Кавычи)
Ольховая — река на Камчатке. Протекает по территории Елизовского района и Мильковского района Камчатского края России.
Длина реки — 12 км. Берёт исток в отрогах Валагинского хребта. Генеральное направление течения — северо-запад. Впадает в Кавычу справа на расстоянии 62 км от её устья.

## Данные водного реестра
По данным государственного водного реестра России относится к Анадыро-Колымскому бассейновому округу.
Код водного объекта — 19070000112120000013116.